# Indigofera congolensis
Indigofera congolensis là một loài thực vật có hoa trong họ Đậu. Loài này được De Wild. & T.Durand miêu tả khoa học đầu tiên.